# Vickie Bak Laursen
Vickie Bak Laursen, född 26 mars 1976 i Köpenhamn, är en dansk skådespelare.

## Biografi
Bak Laursen, föddes i Köpenhamn 1976 som dotter till skådespelaren Linda Laursen och dansläraren Mickey Fredie-Pedersen. Hon har framför allt medverkat i kort- och novellfilmer. Bak Laursen har även varit verksam vid Boldhus Teatret i Köpenhamn.
Tidigare har Bak Laursen varit i en relation med skådespelaren Ken Vedsegaard.

## Filmografi (i urval)
Nedan följer ett urval av de filmer och TV-serier där Bak Laursen medverkat som skådespelare.
- 2009 – Profetia
- 2010 – Dem og kun de to
- 2009 – Nexus
- 2013 – Bron (TV-serie)
- 2013 – Rita (TV-serie)